# Enchère
Pour l’article homonyme, voir Enchère (bridge).

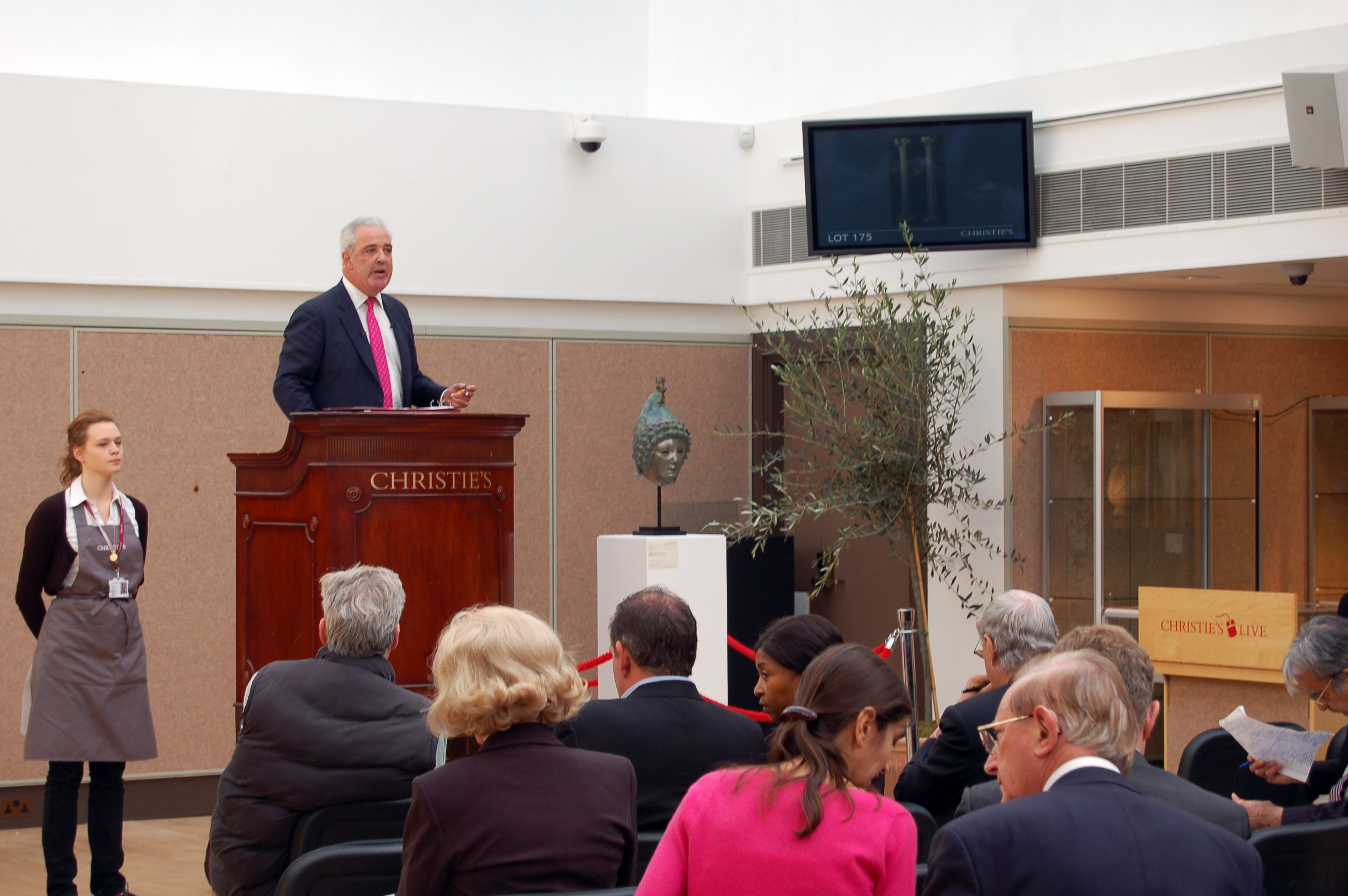
Le casque Crosby Garrett vendu aux enchères chez Christie's, à Londres, le 7 octobre 2010.

Une enchère est une « offre d’un prix supérieur à la mise à prix, ou au prix qu’un autre a déjà offert, en parlant des choses qui se vendent ou s’afferment au plus offrant ». Le terme synonyme de « vente aux enchères » au Québec est « encan ».

## Définition

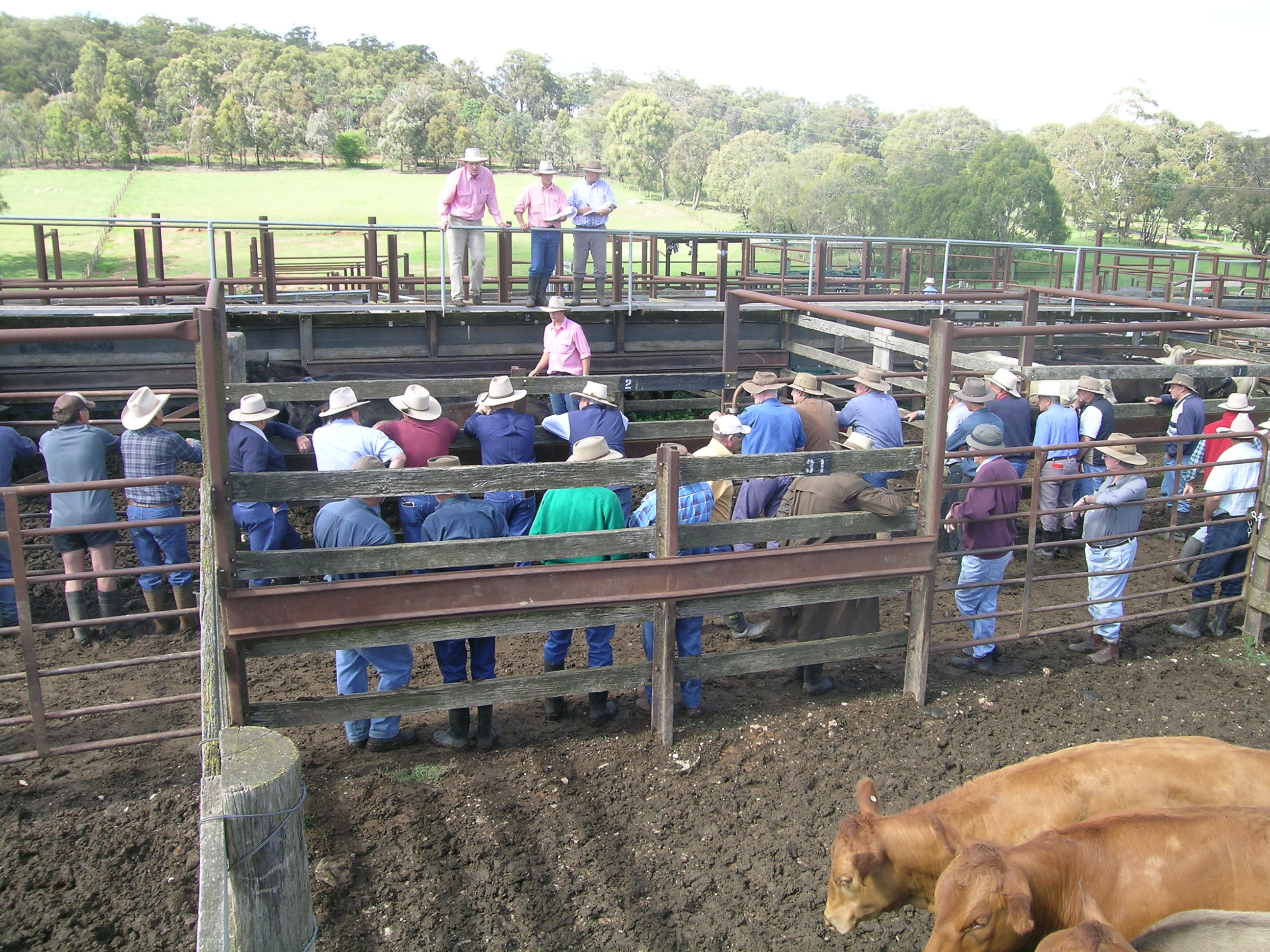
Vente de bétail aux enchères en Nouvelle-Galles du Sud en 2007.

Une vente aux enchères est « un mécanisme structuré de négociation par lequel un agent économique (vendeur ou acheteur) met en concurrence plusieurs autres agents, durant un laps de temps limité, en vue de leur vendre ou de leur acheter des biens ou des services aux meilleures conditions. La finalité d'une vente aux enchères consiste à déterminer de manière objective le prix de réalisation d'une transaction commerciale ».
Deux éléments essentiels ressortent de cette définition :
- ce type de vente fonctionne sur la base de règles du « jeu de l’offre et de la demande », structurées et préétablies, qui fixent, par exemple, qui peut enchérir, quelles sont les conditions d’adjudication, comment se calcule le prix final, etc. ;
- la mise en concurrence entre plusieurs enchérisseurs souhaitant remporter la vente est une condition sine qua non pour que l’on puisse parler de vente aux enchères.

## Historique

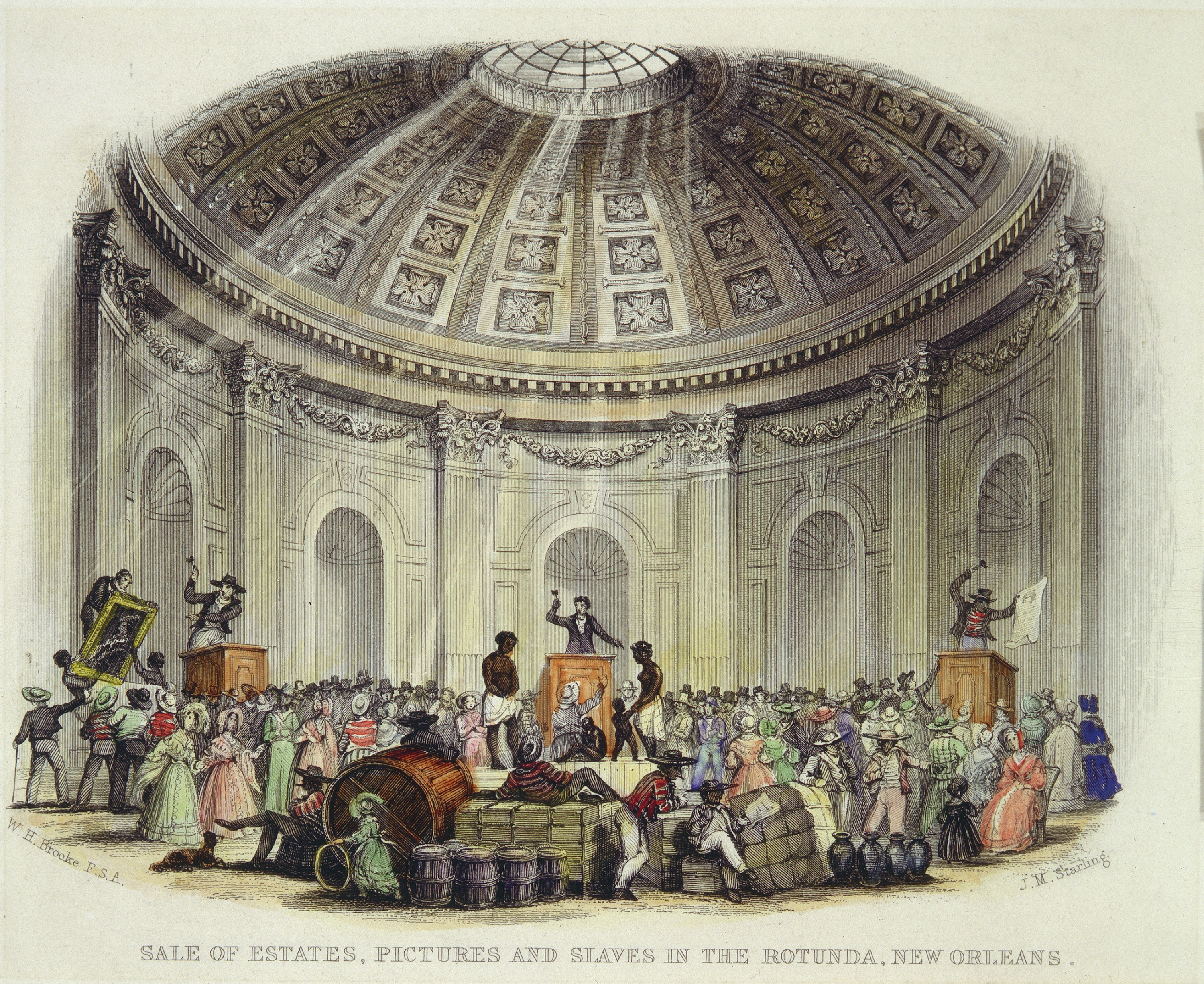
Vente d'esclaves et de domaines aux enchères à La Nouvelle-Orléans (gravure publiée en 1842).

Les enchères sont des mécanismes d’allocation de ressources rares dont l’utilisation remonte à l’Antiquité. On reconnaît généralement que l’histoire des enchères a débuté vers 500 av. J.-C. avec le marché du mariage de Babylone. Dans ses écrits, Hérodote décrit des enchères au premier prix au cours desquelles la main des jeunes femmes était accordée au plus offrant.
Dans la Rome antique, il était fréquent que les biens confisqués lors de guerres de conquête soient vendus aux enchères publiques.
Le terme auctio désignait toutes les ventes aux enchères, celles des particuliers et de l’État, les ventes volontaires comme les ventes forcées. Diverses formalités les entouraient. Elles étaient précédées de publicité par affiches ou annonces verbales faites par le praeco, le crieur ; donnaient lieu à la rédaction d'un cahier des charges, appelé lex bonorum vedendorum. Elles avaient lieu par l'intermédiaire d'un officier public, le magister et d'officiers publics intermédiaires, les auctionatores. Les auctionatores réalisaient les ventes aux enchères à l'aide du crieur, le praeco, dans la salle de vente appelée atrium auctionarium.
Après les invasions barbares du Ve siècle, la profession d'auctionator disparaît pour ne réapparaitre véritablement qu'à l'époque moderne.
En France, une ordonnance de Saint Louis de 1254 relative à l’organisation du guet de Paris, différencie les ventes volontaires, confiées aux marchands fripiers et les ventes judiciaires confiées aux sergents à verge dans Paris et sa banlieue et aux sergents à cheval dans les bailliages et sénéchaussées.
C’est Henri II par un édit de 1556 qui introduit en France le commissaire-priseur moderne par la création : « d’offices formels et perpétuels de Maîtres priseurs de biens meubles pour, privativement à tous autres, faire les prisées, estimations et ventes, partages et lots de biens meubles qui seraient requis et nécessaires pour faire cesser esdits lieux les fraudes, intelligences et pratiques, abus et autres malversations ».
Louis XV confirme par un édit de 1758 le maintien dans leurs fonctions des Huissiers-Commissaires-priseurs vendeurs de meubles moyennant finances. C’est la première apparition du terme « commissaire-priseur » dans les textes.
Lors de la Révolution française, les huissiers-priseurs de province furent supprimés en juillet 1790, puis ce fut au tour des huissiers-priseurs parisiens en septembre 1793.
C’est en mars 1801 (27 ventôse an IX) que Napoléon Bonaparte, premier consul, rétablit des offices de commissaires-priseurs à Paris, avec la création de 80 charges. Les nominations sont effectuées par le tribunal d’instance de la Seine, une chambre de discipline est créée et la rémunération des commissaires-priseurs devient décroissante par tranche.
La province suit par une ordonnance de Louis XVIII en 1816 qui rétablit des offices de commissaires-priseurs en province, « au chef lieu d’arrondissement ou siège un tribunal de grande instance ou une agglomération de plus de 5 000 âmes ».
L’ordonnance de 1816 maintes fois modifiée est toujours en vigueur à ce jour et reste l’un des fondements de la profession actuelle de commissaire-priseur judiciaire.
Dans les sociétés contemporaines, les mécanismes de vente aux enchères ont été traditionnellement utilisés pour les produits de l’agriculture et de l’élevage. Parallèlement, les objets pour lesquels il est difficile d’estimer les coûts de production et ceux pour lesquels les coûts ne reflètent pas la valeur font également l’objet de ventes aux enchères (comme c’est le cas pour les objets et œuvres d’art).
Plus récemment[Quand ?], les enchères sont devenues un mode d’achat et de vente de plus en plus répandu. Ainsi les ventes aux enchères concernent des biens ou des services de plus en plus complexes comme des concessions pétrolières, des licences de téléphonie mobile ou encore des fréquences radio et des biens ayant une valeur de plus en plus grande.
Avec l'apparition des premières ventes aux enchères sur Internet en 1995 sur le site Onsale, puis sur le site eBay, acheter et vendre aux enchères s'est popularisé de manière exponentielle. Les enchères en ligne ont permis la suppression des contraintes géographiques et de temps : les acheteurs potentiels peuvent enchérir n'importe quand, à domicile. Ce mode d’achat et de vente a aussi permis d’étendre considérablement la diversité des produits mis en vente, qu'il s'agisse de biens neufs ou d'occasion.

## Les mécanismes d'enchères
Il existe une très grande diversité de mécanismes d'enchères que l'on peut classer dans trois grandes catégories :
- Les ventes aux enchères standard qui permettent de mettre en concurrence les acheteurs.
- Les ventes aux enchères inversée qui reposent sur la mise en concurrence de vendeurs.
- Les ventes aux enchères à adjudications multiples qui donnent la possibilité d’avoir plusieurs gagnants simultanés

La classification des différents mécanismes est complexe car chaque grande catégorie peut se décliner en sous-catégories : enchères anglaises standards, enchères anglaises inversées, enchères inversées sous pli cacheté, enchères adjudications multiples séquentielles ou simultanées…
On peut aujourd’hui recenser plus de trente mécanismes différents si l'on reprend ceux plus atypiques ou inclassables tels que les enchères doubles de type boursiers (où les deux côtés du marché sont en concurrence), les enchères de type Google Adwords, les enchères Real time Bidding, les enchères silencieuses…
La performance des différents types de mécanismes varie en fonction de nombreux paramètres comme la stratégie poursuivie par le vendeur, les enchérisseurs, la nature des informations communiquées à chacun…
À titre d'exemple, voici quelques mécanismes courants expliqués :

### Les enchères anglaises standards
Ces enchères sont certainement les plus populaires et les plus communes de toutes. Il s'agit d'enchères ascendantes (le prix augmente durant la vente) où l'organisateur de la vente (en France, on parle d'un commissaire-priseur) commence avec un prix de départ, chaque intéressé offre dès lors successivement un prix plus élevé, tout en respectant une surenchère minimum (aussi appelé incrément minimal). Le processus d'élimination s'arrête lorsqu'il ne reste plus en lice qu'un candidat. Le bien est attribué au candidat « le plus offrant » (s'il atteint ou dépasse le prix de réserve fixé par le vendeur) soit au prix que ce dernier a proposé « au premier prix », soit à un prix de cession égal à l'offre la plus élevée parmi celles des candidats éliminés, appelé « deuxième prix » (version japonaise). Ce dernier cas est donc stratégiquement analogue à celui d'une enchère fermée au second prix. L'enchère ascendante est le processus courant dans les salles de ventes.

### Les enchères hollandaises standards
Il s'agit d'enchères descendantes ou dégressives (le prix baisse continuellement durant le processus). Dans ce mécanisme, l'organisateur de la vente annonce un prix de départ élevé, puis l’abaisse par étapes, jusqu'à ce qu'un enchérisseur se déclare preneur. Le bien est alors attribué à cet enchérisseur « le plus offrant », à un prix de cession égal à son offre, appelé « premier prix » (les offres des autres candidats restent, dans cette procédure, inconnues). Ce type d'enchère rend la procédure d'allocation très rapide, c'est pourquoi elle est utilisée pour la vente de denrées périssables, comme aux Pays-Bas pour la vente des fromages et des fleurs coupées et au Japon sur les marchés au poisson.

### Les enchères anglaises inversées
Dans ce cas de figure, il s'agit d'un acheteur qui initie la vente en demandant à des vendeurs/fournisseurs potentiels de lui remettre leur meilleure offre de prix pour s’approvisionner chez eux. C'est un type d'enchères descendantes vu que le prix baisse à chaque nouvelle enchère. Ce mécanisme d'enchères se rencontre très fréquemment au niveau des processus d'attribution des marchés publics. Il s'agit bien d'enchères anglaises vu que les différents fournisseurs/vendeurs sont constamment informés des offres faites par les enchérisseurs concurrents et peuvent réagir en proposant un prix plus bas. À la fin des enchères, le vendeur ayant proposé le prix le moins élevé remporte le marché et c'est donc à ce prix que l’acheteur devra lui acheter le bien ou le service.

### Les enchères standards sous pli cacheté
Les enchères sous pli cacheté à un tour (au premier prix)
Aussi appelées enchères scellées au premier prix. Chaque enchérisseur, indépendamment des autres, remet une offre en privé au commissaire-priseur, qui les examine toutes ; l’objet est attribué au plus offrant, qui paie son montant proposé. C'est un processus « statique » puisqu'il ne comporte qu'un tour. La caractéristique de ce mécanisme est que l'enchérisseur ne reçoit aucun signal de la part des autres enchérisseurs. C'est le procédé classique utilisé lors de la vente de concessions étatiques, de droits de retransmission audio-visuelle ou encore de forage sur des terrains de l'État.
D'un point de vue stratégique, les enchères hollandaises standards sont équivalentes à celles sous pli cacheté au premier prix car l'enchérisseur ne fera connaître son offre que lorsque le prix des enchères sera descendu au niveau de son évaluation initiale du montant auquel il souhaitait faire l'acquisition du lot.
Toutefois, Cox, Roberson, et Smith (1982) ont testé cette équivalence supposée entre les deux formes d'enchères et ont fini par réfuter cette théorie, en montrant trois résultats : les prix dans l'enchère scellée au premier prix sont supérieurs aux prix dans l'enchère hollandaise (88 % plus élevés contre 80 %); cette différence de prix varie avec le nombre d'acheteurs et de vendeurs en présence; et enfin les acheteurs sont généralement averses au risque. Deux explications de ces résultats sont avancées par Cox et al. : dans l'enchère hollandaise, les prix bas peuvent s'expliquer par l'introduction du temps réel dans le jeu permettant, ainsi aux sujets de revoir leurs estimations quant au prix maximum que les concurrents sont prêts à débourser pour acquérir le bien. De plus, ils soutiennent qu'il existe une utilité positive liée à l'incertitude se traduisant par la stratégie d'attente dans le cas de l'enchère hollandaise.
Les enchères sous pli cacheté à un tour (au second prix)
Ces enchères sont aussi appelées enchères scellées au second prix ; enchères philatélistes ; enchères de Vickrey. À la différence du prix d'adjudication au premier prix, le bien est adjugé au plus offrant qui devra le payer au prix offert par le deuxième meilleur enchérisseur et non pas le montant de sa propre offre. Il s'agit là aussi d'un processus « statique » à un tour sans émission de signal de la part des enchérisseurs. Le système Vickrey est supposé conduire les acteurs à proposer leur juste prix pour l'objet en jeu. Bien que fréquemment associé à William Vickrey, ce type d'enchère est utilisé pour la vente de timbres de collection aux États-Unis depuis le XIXe siècle. (remarque: le système de détermination du montant final à payer basé sur le second prix est également utilisé par Google pour la vente de ses espaces publicitaires Adwords).
Les enchères scellées au second prix sont également supposées équivalentes aux enchères anglaises en accord avec le théorème d'équivalence des revenus. (voir section théorie économique des enchères).
Kagel, Harstad, et Levin (1987), et d'autres, ont montré que ces deux types d'enchères n'étaient pas non plus équivalentes (comme dans le cas des enchères au premier prix). Ils montrent trois résultats: on observe un comportement de surenchère dans l’enchère au second prix ; on converge plus rapidement vers l'équilibre dans les enchères anglaises ; et enfin les prix dans l'enchère scellée au second prix sont plus élevés que dans l'enchère anglaise (82 % plus élevés contre 79 %). Ils expliquent ces résultats de par deux postulats : dans l'enchère au second prix, les acheteurs ont tendance à surenchérir, pensant augmenter la probabilité de gagner l'enchère à un coût faible. Enfin, l'enchère anglaise est reconnue comme plus transparente.

## Les modalités répandues

### Les enchères inversées
Remarque : Le terme « enchère inversée » est très fréquemment utilisé sur internet pour désigner les sites d'enchères aux centimes ou enchères à un sou. En réalité, ces sites appliquent des enchères ludiques et non pas de réelles ventes aux enchères. Leur fonctionnement est basé sur le principe de loterie (voir aussi enchères Pay to bid).
L'enchère la plus connue du grand public est celle où un vendeur offre un produit/service pour lequel des acheteurs font des offres compétitives. Les enchères inversées fonctionnent de manière opposée : C'est l'acheteur qui prend l'initiative en diffusant les détails de son cahier des charges vers une cible de vendeurs/fournisseurs qui, s'ils sont intéressés, disposent alors d'un temps limité pour faire des propositions de prix de manière compétitive.
L'information donnée au fournisseur quant à son positionnement dans l'enchère peut être de deux types : (1) visibilité totale, le fournisseur a connaissance des offres effectuées par ses concurrents en tout anonymat ou (2) classement, le fournisseur est informé qu'il est le premier ou pas le premier, ou qu'il est 1er, 2e, 3e, etc. Les mécanismes d'enchère vus précédemment (anglais, hollandais…) sont également applicables. Ainsi lors d'enchères inversées au format anglais, les différents fournisseurs-vendeurs font des offres descendantes. Par contre, lors d'enchères inversées hollandaises, l'acheteur augmente son prix jusqu'à ce qu'un des fournisseurs-vendeurs se déclare preneur.
En théorie, le principe des enchères anglaises inversées peut être utilisé pour pourvoir des postes d'emploi. Ainsi, une entreprise pourrait proposer une rémunération maximale pour un poste. Les différents candidats à ce poste peuvent enchérir à la baisse, celui proposant le salaire le moins élevé remporte le poste.
Une mauvaise publicité[Par qui ?] a été faite autour de l'enchère inversée en raison de l'usage abusif d'acheteurs professionnels qui ne se focalisent que sur le prix et qui voient dans l'enchère un instrument pour des performances rapides portées à leur crédit[réf. nécessaire]. Pour pallier cet inconvénient les Directions d'Achat responsables ont mis en place l'enchère multicritère ou multi-paramètres qui permet la prise en compte, non seulement du prix, mais de nombreux autres paramètres quantifiés au travers d'une formule de « coût total d'acquisition »[réf. nécessaire].

### Les enchères sur Internet
Internet a donné un regain de vie aux enchères. Initialement mises en œuvre par des « commissaires priseurs » appartenant à des institutions ou sociétés spécialisées, elles peuvent maintenant, grâce à Internet, être montées ou utilisées par un large public.
À la vente, certains sites marchands proposent aux particuliers de mettre aux enchères des articles sur un site web internet. Dans ce cas, il s'agit le plus souvent d'une application de l'enchère de Vickrey où le vainqueur paie en réalité le prix proposé par le second (à un delta près). Mais tous les types de format sont potentiellement utilisables.
À l'achat, les Places de Marché sont des sites Internet spécialisés dans l'aide à la fonction achat des entreprises. Elles peuvent être soit « publiques », propriété d'un actionnaire indépendant, soit « privées », propriété d'une entreprise ou d'un club d'entreprises. Elles proposent de nombreux outils parmi lesquels des outils pour mettre en ligne des enchères inversées.

### Les enchèresall pay
Pour participer à ce type d'enchères, chaque participant doit payer pour participer à la vente un montant non remboursable. Finalement il n'y aura cependant qu'un seul gagnant. Par exemple, lors d'une vente aux enchères caritatives organisée à l'occasion d'un gala, les participants ont dû s'acquitter préalablement d'un droit d'entrée au gala. Par analogie, c'est le même principe qui s'applique pour des sportifs participant à une compétition sportive (tous fournissent des efforts pour s'entraîner) ou pour des hommes politiques participant à une élection (ils payent de leur temps et pour leur campagne).

### Les enchèresPay to bid
Chaque fois qu'un enchérisseur veut déposer une enchère, il doit payer à l'organiseur de la vente un montant déterminé à titre de frais. L'enchérisseur va par conséquent essayer de remporter la vente en déposant le moins d'offre possible afin d'éviter les frais. C'est cette modalité qui est aussi utilisée comme mode de financement des sites « d'enchères aux centimes ».

### Les enchères au cadran
Le principe de l'enchère au cadran est celui de la traditionnelle vente au cadran : les prix décroissent sur des durées prédéterminées et le premier qui fait acte d'achat remporte la vente. Ce type d'enchère dégressive est utilisée principalement dans le commerce alimentaire (fruits et légumes), dans le domaine agricole (marchés aux bestiaux) ou dans l'horticulture. Elle fait également son apparition depuis peu dans l'immobilier, avec l'enchère immobilière dégressive.

### Les enchères à la bougie
La vente à la bougie, aussi appelée « vente à la chandelle », est une pratique très ancienne. Le principe de l'enchère « à la bougie » est celui d'une vente aux enchères ascendantes classique, la bougie servant à déterminer la dernière enchère. À chaque enchère, une bougie est allumée. Si elle s'éteint sans nouvelle enchère, une seconde bougie est allumée, puis une troisième. À son extinction, le dernier enchérisseur emporte l'objet. Les bougies en question sont suffisamment petites pour que le temps de combustion soit réduit, habituellement d'un temps de 30 secondes. Elle est aujourd'hui toujours utilisée dans certaines salles d'enchères par les notaires de France, bien que les bougies traditionnelles soient souvent remplacées par des signaux lumineux ou sonores.

### Les enchères anglo-hollandaises
Il s'agit d'une vente aux enchères qui se déroule en deux tours. Le premier tour sert à qualifier les enchérisseurs qui pourront participer à la deuxième phase de la vente. Le premier tour se déroule en utilisant un mécanisme d'enchères anglaises (standards ou inversées), les x enchérisseurs ayant fait la meilleure offre sont retenus pour participer au deuxième tour qui se déroule alors selon un mécanisme d'enchères hollandaises.
Voir Klemperer 2002

## Procédure
La procédure est effectuée par un tiers, par exemple un commissaire-priseur ou un site internet spécialisé. Les enchères sont triées prioritairement par prix (l'offre la plus élevée arrive en premier), puis par quantité, puis par heure de placement, ce qui détermine l'adjudication.

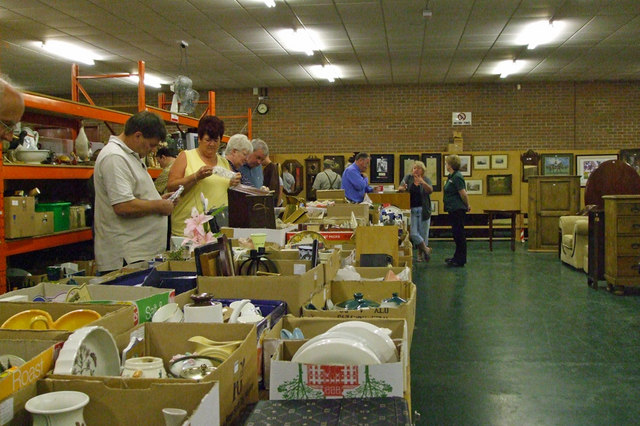
Lots exposés dans une salle des ventes avant leur mise aux enchères.

S'il y a un prix de réserve qui n'est pas atteint, la procédure est annulée. Très souvent un délai supplémentaire est accordé pour faire une surenchère.
Il y a des enchères spéciales, par exemple, lorsque les prix suivent un changement vers le moindre et l'adjudicataire (donc unique) est celui qui accepte la transaction aux conditions de ce moment.
Il existe également une variante assez ancienne : la vente à la bougie, encore pratiquée de nos jours.
Les appels d'offres pour les contrats publics de concessions, travaux, prestations ou fournitures obéissent à un système d'enchères sous enveloppe cachetée.
Régulièrement des records sont battus dans les grandes sociétés internationales de vente aux enchères comme Sotheby's pour des objets de renommée particulière.
Il existe également des enchères immobilières où sont vendus des biens immobiliers (comme les ventes judiciaires, les ventes notariales et les ventes des domaines).

## Théorie économique des enchères

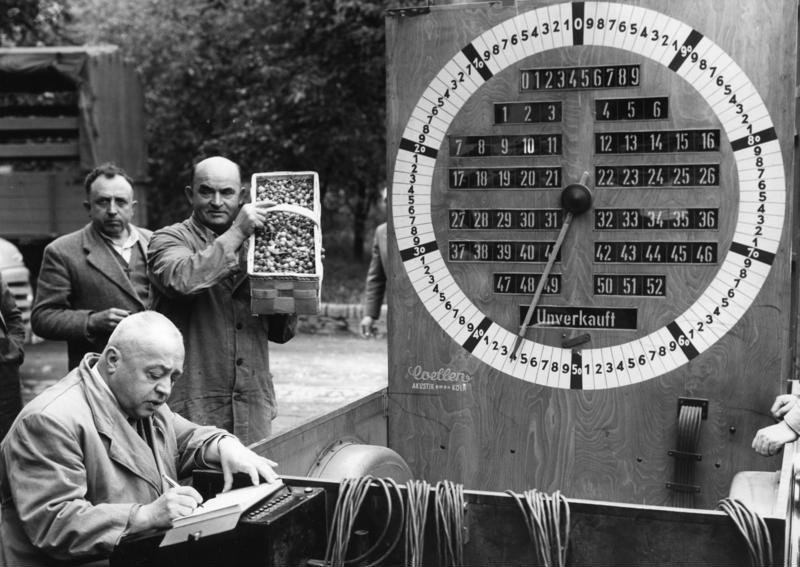
Vente de lots de cerises aux enchères en Rhénanie-Palatinat en 1957.

Lorsque quelqu'un désire acheter ou vendre un bien ou un service par un mécanisme d’enchère, elle désire maximiser le gain qu’elle en retirera.
On peut se demander quel mécanisme d’enchère permet de maximiser ce gain ou encore d’assurer l’efficacité allocative. L’intuition seule ne permet pas de répondre à cette question et il est nécessaire de procéder à une analyse formelle des mécanismes d’enchères.
Cette démarche de formalisation est relativement récente. C’est Milton Friedman qui a publié en 1955 la première étude conceptuelle majeure dédiée aux enchères. Selon celle-ci, la stratégie des enchérisseurs est fondée sur une stratégie de « mise » définie qui permet de maximiser son espérance de gain compte tenu de la valeur qu’il accorde au bien mis en vente. Cependant, la portée de cette première étude est limitée car elle suppose que les autres enchérisseurs n’élaborent pas de stratégie et que leur comportement actuel est déterminé par leur comportement passé.
La théorie des jeux permet de dépasser ces limites et de prendre en compte le comportement stratégique des acteurs et les interactions entre stratégies individuelles. Développée dans les années 1940 et appliquée pour la première fois à la théorie des enchères par William Vickrey en 1961, la théorie des jeux permet de décrire l’enchère comme un jeu et d’analyser le comportement des participants. On est dès lors en mesure d’identifier un équilibre stratégique du jeu qui détermine la stratégie optimale pour chaque joueur, étant donné les stratégies des autres joueurs.
Enfin, grâce aux travaux de l'économie expérimentale plusieurs théories ont pu être confirmées ou réfutées. C'est l'exemple du théorème d'équivalence des revenus (Vickrey (1961), Meyerson(1981), Riley et Samuelson (1981)) selon lequel pour des joueurs neutres face au risque, le prix espéré payé par l'acheteur (revenu espéré dans le cas du vendeur) est le même dans les quatre enchères : premier prix et second prix, anglaise et hollandaise. Ce théorème n'est, selon les expérimentalistes, absolument pas valable (voir résultats dans la section enchères standards sous plis cachetés).

## La publicité des enchères
Au XIXe siècle, les commissaires-priseurs se préoccupent déjà de la publicité des ventes, que favorise l'essor de la presse. On y découvre la Gazette de l'Hôtel Drouot, l'hebdomadaire traitant de toutes les ventes aux enchères.
En plus des affiches apposées directement sur la façade du bâtiment, les ventes sont annoncées dans des journaux spécialisés tels que Le Gratis (créé en 1834) et qui était distribué dans les diligences parisiennes. Il deviendra par la suite Le Moniteur des ventes.
En 1999, des écrans d'ordinateurs placés à tous les étages de l'actuel Hôtel des ventes informent les visiteurs des expositions et ventes du jour.

## Dérives systémiques
Quel que soit le système d'enchère, on observe un grand nombre de dérives à la fois du côté des opérateurs de ventes ainsi que du côté des acheteurs qu'ils soient institutionnels, professionnels ou encore particuliers.

### Dérives d'opérateurs de ventes
Le 20 janvier 2014, le Conseil des ventes, organisme disciplinaire, condamne la société Europ Auction et deux de ses commissaires priseurs à une interdiction d'exercer allant jusqu'à 9 mois pour une série de manquements et d'infractions (enchères fictives, publication de faux résultats, non-paiement des vendeurs...) révélateurs des difficultés de la profession à assurer la transparence de ses activités.

#### Enchères fictives
Les enchères fictives, appelée aussi « bourrage », sont une atteinte au droit des acquéreurs. Elles consistent pour un commissaire priseur à faire monter le prix d'un bien entre un acheteur réel et un ou plusieurs acheteurs fictifs, ou à faire monter le prix entre uniquement des personnes fictives. Cette pratique ancienne trouve différentes justifications. La première est de lutter contre la pratique de la « Révision ». Pour autant cette justification est très régulièrement contestée par les acheteurs témoins de cette pratique d'enchère fictive déloyale, systématisée dans de nombreux hôtel de ventes. Les commissaires priseurs usant de cette pratique font, entre autres, usage d'enchérisseurs fictifs par téléphone. Il y a également l'expression « C'est pris à la table à X €, en voulez-vous », signifiant que le commissaire priseur joue à la fois le rôle d'adjudicateur et de commissionnaires ayant eu une offre d'achat avant la vente par un ou plusieurs acheteurs fictifs. L'opérateur peut également faire semblant d'observer des signes dans la salle : les clients étant placés face au commissaires, il leur est difficile de savoir si un enchérisseur a réellement fait un geste. La législation varie d'un État à l'autre. Pour autant, cette pratique reste très largement autorisée. La jurisprudence est très clémente et donne raison à l'opérateur. Par exemple, concernant la vente d’une œuvre de Max Ernst, le jugement a retenu que le commissaire-priseur « qui a implicitement reconnu avoir recours à des tiers connus pour animer les enchères, était, vis-à-vis des acquéreurs, libre d’adopter l’attitude la plus conforme aux intérêts de son client, et de déterminer conformément à son mandat si les enchères étaient suffisantes ».

#### Cessions de gré à gré
Dans de nombreux pays, et notamment en France depuis la loi du 20 juillet 2011, les commissaires priseurs peuvent, suivant leur volonté, vendre un bien qui leur est confié, soit en le soumettant aux enchères lors d'une vente publique ayant fait suite à une publicité préalable, soit en procédant à une vente de gré à gré. La vente de gré à gré est une simple vente entre l'opérateur de vente et un acheteur de son choix. Les règles diffèrent d'un État à un autre. Pour autant, les dérives demeurent similaires dans les faits. La vente de gré à gré est normalement prévue dans un mandat signé par le vendeur, ce qui autorise le mandataire à user de cette procédure s'il le souhaite. La dérive consiste ici à favoriser un ou plusieurs acheteurs au détriment d'autres acheteurs potentiels qui ignoreront l'existence de cette vente. Les acheteurs favorisés pourront ainsi acheter le bien moins cher, puisqu'il n'y a plus de risques de surenchères et de concurrences. La publicité de la vente reste peu visible quand bien même un procès-verbal doit être dressé si la vente de gré à gré se conclut. Le vendeur est quant à lui lésé également puisque son bien se vendra moins cher et par la signature du mandat, il ne peut plus faire appel.

#### Manquement aux obligations publicitaires
Quel que soit le pays, tout opérateur de vente aux enchères à des obligations légales de publicité. Avant toute vente aux enchères, le commissaire-priseur doit faire de la publicité sous toute forme qu'il juge appropriée. Il peut recourir à la presse, à la radio ou à un ou plusieurs autres médias. Cette publicité comprend une description des biens à vendre, la date et le lieu de la vente, les garanties financières de l'organisme chargé de la vente, la dénomination sociale...

##### Absence de publicité
Pour qu'une vente aux enchères ait des chances de réussir, il est important de réunir le plus d'acheteurs potentiels pour un même bien. L'opérateur de la vente aux enchères doit faire de la publicité par tout moyen qu'il jugera utile. Il va de soi qu'une vente ayant fait l'objet d'une publicité faible voire inexistante, rend les chances de réussite de la vente peu effective. Un acheteur potentiel peut ignorer l'existence de la vente et donc perdra toute occasion de porter une enchère. L'opérateur des ventes en procédant de la sorte privilégie les acheteurs de son choix en les informant de l'existence de la vente. Certains commissaires priseurs ont tendance à créer une distinction hiérarchique dans la qualité de leur vente en parlant de « vente courante » et de « belle vente ». Les ventes dites courantes sont en principe de qualité moindre en raison des biens à vendre qui sont de faible valeur ou qui n'ont pas un prestige particulier. Une vente courante fait l'objet d'une couverture publicitaire beaucoup plus faible. Il y a là aussi le fait de placer un bien de grande valeur dans une vente courante et non pas dans une belle vente, en vue là encore d'écarter un certain nombre d'acheteurs.

##### Publicité erronée ou trompeuse
Bien que les législations divergent, un certain nombre de règles tendent à s'harmoniser. En matière de publicité des ventes aux enchères, on trouve comme constante l'obligation de donner une description précise des biens à vendre. L'opérateur de vente doit indiquer l'état général de l'objet, préciser s'il est abîmé, s'il a fait l'objet d'une restauration, indiquer s'il s'agit d'un bien neuf ou d'un bien ancien, préciser si le vendeur est un professionnel ou un particulier… Il s'agit là d'une des dérives les plus pratiquées par certains opérateurs de ventes aux enchères. Tout bien ayant fait l'objet d'une restauration substantielle doit avoir une description précise de son état d'origine et des démarches réparatrices entreprises. Plus couramment à titre d'exemple, beaucoup de peintures font l'objet de retouche à la suite de destructions partielles (manques, toiles percées…), des sculptures retouchées, des verreries recoupées... Autre dérive du même ordre et qui ne porte plus sur l'état mais sur la nature du bien. L'exemple type est la contrefaçon. Les opérateurs de ventes peuvent parfois fermer les yeux sur des peintures ayant une fausse signature, ou sur une copie d'un bronze ayant fait l'objet d'une refonte (la datation étant très complexe et difficilement vérifiable par l'adjudicataire)… Afin de se prémunir contre tout recours judiciaire, certains opérateurs acceptent de prendre certains biens à la vente en sachant qu'il s'agit sûrement de faux en ajoutant sur leur catalogue la mention « Attribué à » ou « Attr. à ». En procédant ainsi, l'opérateur laisse entendre qu'il s'agit sûrement de tel artiste de tel type de bien mais qu'il préfère rester prudent sur l'authenticité et qu'il se peut qu'il se trompe. Cette mention, est donc double : elle signifie qu'un bien est l’œuvre d'un artiste ou peut-être pas et qu'en dernier chef, c'est à l'adjudicataire que revient la responsabilité de juger de quoi il s'agit. Cette ambivalence prête à confusion et favorise les abus comme la vente de faux fonds d'atelier...

#### Ventes montées
Les « ventes montées » sont des ventes préparées, organisées et réalisées, non pas par un opérateur de vente (commissaire priseur, notaire...), mais par un tiers (un marchand, un expert, un particulier...) qui en assure le suivi. Les ventes montées sont l'une des dérives les plus courantes. Elles sont en partie tolérées dans les faits, bien que les législations les interdisent formellement. Ce type de ventes recouvre plusieurs réalités.

##### Ventes montées pour fausser les cotations

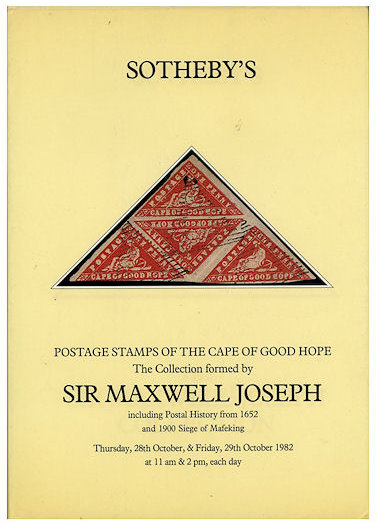
Catalogue de la vente d'une collection de timbres-poste en 1982.

Une vente montée peut servir à créer et à fausser les cotations des artistes, qu'ils soient morts ou vivants. De nombreuses sociétés de cotations se basent sur les procès-verbaux dressés par les opérateurs de ventes pour constituer leur base de données. Les résultats de ventes servent ainsi de références vénales.
Un sculpteur peut ainsi utiliser les hôtels de ventes pour se créer une cote en enchérissant sur ses propres œuvres, directement (par téléphone en général) ou indirectement, par le biais d'une tierce personne. Cet artiste ne devra payer que les frais de l'opérateur, puisqu'en tant que vendeur il récupère une partie du fruit de la vente. Il est à la fois acheteur et vendeur. Un tiers peut donc, en association de fait avec un opérateur, organiser des ventes aux enchères et influencer le cours des cotations. Ce tiers peut être un artiste, comme dans l'exemple précédent, ou un marchand n'ayant pas pignon sur rue. Ce dernier se constitue un ensemble de biens à vendre correspondant de préférence à une thématique (vente d'art russe, de peinture maritime, de meubles de style...). Une fois cet ensemble suffisamment dense pour permettre le montage d'une vente, le tiers se charge de préparer la vente (constitution et impression de catalogues, définition des prix, des descriptions, des moyens publicitaires…) et en assure le suivi. Puis, lors de la vente, ce tiers fait en sorte que les prix pour une partie de ces biens soient très élevés, grâce à des enchères fictives, soit par la complicité de l'opérateur, soit par des enchères d'hommes de paille. Il est ainsi possible, en répétant l'opération sur plusieurs ventes successives, de créer de toutes pièces un marché avec une cote fictive qui augmente le prix des biens, qu'il est ensuite possible de revendre directement, ou lors de ventes montées sans enchères fictives, les enchères étant cette fois portées par des investisseurs ou des collectionneurs non avertis.

##### Ventes montées pour exercice illégal de profession
Dans certains États, comme la France, l'exercice d'une profession d'opérateurs de ventes aux enchères est réglementée. Un tiers qui souhaiterait exercer ce type de professions doit posséder des titres, des diplômes, des habilitations... Or l'accession à ces professions est très rigide dans certains territoires. Ainsi, un tiers peut décider d'organiser des ventes, pratiquer tous les actes habituellement effectués par un opérateur de ventes. Puis le jour de la vente, laisser l'opérateur adjuger les différents lots mis aux enchères, ce qui en apparence laisse penser que la vente est le fruit unique du travail de l'opérateur. Le tiers peut dans ce cas être condamné pour exercice illégal de la profession d'opérateur de ventes (commissaire priseur…).

##### Ventes montées en tant qu'outil de promotion publique
La concurrence dans le monde des ventes aux enchères est importante. La marchandise tend à se raréfier. Beaucoup d'opérateurs de ventes ont tendance à se spécialiser dans un domaine (instruments de musique, véhicules, spiritueux…) afin de se créer une notoriété. De même que certains opérateurs tentent de s'imposer sur un territoire et jouent la proximité. La pratique de ventes montées permet pour tous ces opérateurs d'obtenir une forme de promotion publique sur un marché. Un tiers qui par exemple va réunir un ensemble de lots ayant trait par exemple à la Provence, au bord de mer (globe, compas, meubles provençaux…) et qui monte sa vente sous couvert d'opérateur. Le tiers exerce illégalement des prérogatives normalement dévolues à un opérateur de ventes. L'opérateur de vente accepte de couvrir cette vente montée, qui lui offre une notoriété dans le domaine visé par la vente. Il n'est pas rare de voir ainsi plusieurs fois dans l'année ou sur plusieurs années, les mêmes biens régulièrement remis en vente, passant pour être vendus à chaque fois. En effet, certains tiers organisent non pas une mais plusieurs ventes montées en utilisant et en enrichissant régulièrement leur ensemble de biens. Ce phénomène, avec l'avènement de l'outil internet, rend particulièrement visible cette pratique frauduleuse. On peut, par exemple, constater qu'un tableau a été mis en vente dans une grande ville au mois de janvier, puis le revoir en vente quatre mois plus tard dans une autre salle des ventes en province, avec à chaque fois des résultats de ventes. Cela permet à certains opérateurs, notamment les plus faibles sur le marché (certains opérateurs en province...) de présenter des biens en vente, sans quoi ils ne pourraient pas organiser de ventes aux enchères normales, car n'ayant pas assez de clients prêts à leur confier des biens à la vente.

#### Manquement d'informations sur les frais
Les frais sont, la plupart du temps, calculés d'après un pourcentage fixe. Les acquéreurs et vendeurs peuvent ignorer qu'à ces frais, ils vont devoir, suivant les législations en vigueur dans leur pays, devoir s’acquitter d'un droit de suite pour les ayants droit (l'artiste ou ses descendants). Il y a également, de plus en plus, des droits de garde à payer pour les acquéreurs ce qui est une contrainte de prix car si l'acheteur ne peut pas prendre le lot le jour même, il devra alors s'acquitter de frais supplémentaires pour le stockage du bien acquis. Enfin, avec l'émergence des nouvelles technologies, les enchères se font également par voie informatique, les opérateurs classiques (commissaires priseurs…) de ventes ajoutent environ 3 à 4 % de frais supplémentaires. Suivant la qualité d'un objet, certains commissaires priseurs imposent l'obtention d'un certificat d'expertise par des cabinets partenaires dont le montant de cette prestation est calculé d'après un pourcentage sur la vente ou sur la base d'un forfait fixe.

#### Manquement d'informations sur les résultats
Suivant les pays où sont organisées les ventes, les opérateurs de vente ont pour obligation de dresser un procès verbal signifiant les résultats de vente. Le public doit être informé des résultats. Pour autant, certains commissaires priseurs ne transmettent pas les résultats, en usant de formule comme « Prix de vente non communiqué » ou « Prix non communicable »… Cette absence d'informations à plusieurs conséquences déloyales. La non communication des résultats permet aux acquéreurs des lots de les revendre a un prix plus élevé sans que le nouvel acquéreur sache combien son vendeur l'a acheté précédemment aux enchères. Il y a donc une discrimination entre les acquéreurs au sein d'un même hôtel des ventes, voire sur une même vente aux enchères. Par ailleurs, cacher les résultats, permet à des vendeurs qui organisent des ventes montées de cacher au public les lots n'ayant pas été vendus. Le commissaire-priseur préserve la valeur illusoire des objets invendus de son vendeur. Un objet invendu relevant d'une cote peut donc faire baisser le niveau de cotation globale d'un artiste (peintre, sculpteur…) ou d'un type de biens (style Empire, Horlogerie…). Certains vendeurs proposent parfois le même objet dans plusieurs hôtels des ventes. Par exemple, une première fois dans une ville où le bien ne se vend pas, puis une seconde fois dans une autre ville et ainsi de suite jusqu'à que l'objet trouve preneur. Tant que le résultat d'objet invendu n'est pas transmis au public, le vendeur peut facilement le vendre plus cher. En revanche, si l'objet invendu a été correctement annoncé comme invendu lors des ventes précédentes, alors les futurs acquéreurs potentiels peuvent tenter d'enchérir en toute connaissance de cause. Sachant l'objet invendu auparavant, ils seront donc tentés d'enchérir moins haut car sachant que l'objet intéresse peu de personnes. En dernier lieu, les lots invendus sont une très mauvaise publicité pour les commissaires priseurs. La non communication des résultats permet aux hôtels des ventes non respectueux de cette obligation d'information de jouir d'une meilleure image auprès de futurs vendeurs potentiels. Un particulier souhaitant vendre un objet sera davantage en confiance en traitant avec un commissaire priseur ayant très peu de lots invendus.

#### Autres dérives d'opérateurs de ventes
Voici une liste non exhaustive de dérives pratiquées par certains opérateurs.
- Non-paiement des vendeurs dans les délais prévus[23],[24] ;
- Acquisition par l’expert de l'opérateur d’un lot qu’il avait estimé[25] ;
- Mise en vente d’un bien appartenant à l’expert de l'opérateur qui l’a estimé[26] ;
- Vente de biens neufs non définis comme tels[26] ;
- Non-tenue des procès-verbaux de vente[27] ;
- Fausse provenance et faux certificats d'authenticité de lots ;
- Blanchiment d’argent[28].

### Dérives d'acheteurs

#### La révision
Avant qu'une vente aux enchères débute, un groupe d'acheteurs désigne l'un d'entre eux pour enchérir sur un bien. Si celui-ci remporte les enchères, il paye les frais imposés par l'opérateur des ventes (commissaires priseurs…), puis, dans un second temps, il rejoint son groupe d'acheteurs pour relancer à huis clos les enchères au sein de ce groupe. De cette façon, les frais d'achat sont réduits pour l'acheteur qui remporte les enchères à huis clos, puisqu'il ne paye pas la totalité des frais imposés par l'opérateur des ventes. Cette pratique illégale permet aussi à ces groupes d'acheteurs de fausser la concurrence en diminuant artificiellement le nombre d'enchérisseurs.

#### La folle enchère
Un fol enchérisseur, l'adjudicataire, se rend acquéreur d'un bien qu'il ne voulait pas, soit parce qu'il n'a pas les fonds nécessaires à son achat, soit parce qu'il s'est trompé en pensant acheter un autre bien lors d'une même vente. La législation varie suivant les pays : pour la France c'est l’article L321-14 du Code de commerce qui édicte la procédure. Généralement le bien acquis peut être remis en vente par le vendeur. Le fol enchérisseur doit ensuite payer la différence entre le prix de la première adjudication et le prix de la seconde, à condition que le bien soit vendu. Des dommages et intérêts peuvent également être réclamés auprès des tribunaux.
La folle enchère d'apparence anodine est en réalité une pratique beaucoup plus complexe. Certains utilisent cette pratique pour de nombreuses raisons, parfois louables, parfois moins. Cela va de l'association de malfaiteurs utilisant un homme de paille irresponsable juridiquement (sous tutelle...) qui fait des achats non provisionnés, jusqu'aux acheteurs souhaitant acheter un bien qu'ils savent faux ou dont la présentation est délictueuse (omission dans les descriptions de vices cachés, de manques, de restaurations...) de la part d'un opérateur de ventes, ce qui permet à l'adjudicataire de réclamer des dommages et intérêts.
Une scène très célèbre de folle enchère se déroule dans La Mort aux trousses (1959) d'Alfred Hitchcock.